# Šípkové
Šípkové (in ungherese Csipkés) è un comune della Slovacchia facente parte del distretto di Piešťany, nella regione di Trnava.